# Governatore dell'Irlanda del Nord

La bandiera del Governatore dell'Irlanda del Nord

Il Governatore dell'Irlanda del Nord era il principale rappresentante della corona britannica nell'Irlanda del Nord. La carica è stata creata il 9 dicembre 1922 ed abolita il 18 luglio 1973.
Il Governatore era il successore del Lord luogotenente d'Irlanda nell'Irlanda del Nord. Nel 1973 la carica è stata abolita dal Northern Ireland Constitution Act 1973 e la sua funzione è stata assegnata al Segretario di Stato per l'Irlanda del Nord membro del Gabinetto. 

## Residenza ufficiale
La residenza ufficiale del Governatore era il castello di Hillsborough nella contea di Down, dal 1973 è anche la residenza ufficiale del Segretario di Stato dell'Irlanda del Nord.

## Governatori dell'Irlanda del Nord (1922–73)
| Immagine | Nome                                                     | Carica           | Carica           | Sovrano                           | Primo Ministro                                                                            |
| Immagine | Nome                                                     | Inizio carica    | Fine carica      | Sovrano                           | Primo Ministro                                                                            |
| -------- | -------------------------------------------------------- | ---------------- | ---------------- | --------------------------------- | ----------------------------------------------------------------------------------------- |
|          | James Hamilton, III duca di Abercorn (1869–1953)         | 12 dicembre 1922 | 6 settembre 1945 | Giorgio V Edoardo VIII Giorgio VI | James Craig, I visconte Craigavon. J. M. Andrews. Basil Brooke, I visconte Brookeborough. |
|          | William Leveson-Gower, IV conte di Granville (1880–1953) | 7 settembre 1945 | 1 dicembre 1952  | George VI Elisabetta II           | Basil Brooke, I visconte Brookeborough.                                                   |
|          | John Loder, II barone Wakehurst (1895–1970)              | 1 dicembre 1952  | 1 dicembre 1964  | Elisabetta II                     | Basil Brooke, I visconte Brookeborough. Terence O'Neill, barone O'Neill of the Maine.     |
|          | John Erskine, I barone Erskine of Rerrick (1893–1980)    | 1 dicembre 1964  | 27 novembre 1968 | Elisabetta II                     | Terence O'Neill                                                                           |
|          | Ralph Grey, barone Grey di Naunton (1910–1999)           | 27 novembre 1968 | 26 giugno 1973   | Elisabetta II                     | Terence O'Neill. Chichester-Clark. Brian Faulkner.                                        |